# Nazionale maschile di beach soccer del Portogallo
La nazionale portoghese di beach soccer (Seleção Portuguesa de Futebol de Praia) rappresenta il Portogallo nelle competizioni internazionali di beach soccer ed è controllata dalla Federcalcio portoghese (FPF). La squadra ha partecipato a 17 delle 20 edizioni della Coppa del mondo di Beach Soccer, competizione vinta nel 2001 (Costa do Sauipe, Brasile), nel 2015 (Espinho, Portogallo) e nel 2019 (Luque, Paraguay). Nelle competizioni europee, il Portogallo è detentore del record di titoli.

## Squadra Attuale
I seguenti giocatori e membri dello staff sono stati convocati per il Campionato mondiale di beach soccer 2021
| N. |                       | Ruolo | Calciatore                |
| -- | --------------------- | ----- | ------------------------- |
| 1  | Portogallo (bandiera) | P     | Tiago Petrony             |
| 2  | Portogallo (bandiera) | D     | Pedro Marques             |
| 3  | Portogallo (bandiera) | C     | André Lourenço            |
| 4  | Portogallo (bandiera) | D     | Bruno Torres              |
| 5  | Portogallo (bandiera) | C     | Miguel Pintado            |
| 6  | Portogallo (bandiera) | A     | Rodrigo Pinhal            |
| 7  | Portogallo (bandiera) | C     | Ruben Brilhante (captain) |

| N. |                       | Ruolo | Calciatore      |
| -- | --------------------- | ----- | --------------- |
| 8  | Portogallo (bandiera) | A     | Bê Martins      |
| 9  | Portogallo (bandiera) | A     | Von             |
| 10 | Portogallo (bandiera) | A     | Belchior        |
| 11 | Portogallo (bandiera) | A     | Léo Martins     |
| 12 | Portogallo (bandiera) | P     | Elinton Andrade |
| 13 | Portogallo (bandiera) | C     | Fabio Costa     |
| 14 | Portogallo (bandiera) | P     | Pedro Mano      |

Coach: Mário Narciso
Assistant coaches: Luís Bilro, Tiago Reis

## Statistiche nella Coppa del Mondo
| Anno | Turno            | P               | G               | V               | V+              | WP              | L               | GF              | GA              | GD              |
| ---- | ---------------- | --------------- | --------------- | --------------- | --------------- | --------------- | --------------- | --------------- | --------------- | --------------- |
| 2005 | Secondo posto    | 2º              | 5               | 3               | 0               | 1               | 1               | 27              | 15              | +12             |
| 2006 | Quarto Posto     | 4º              | 6               | 4               | 0               | 0               | 2               | 43              | 24              | +19             |
| 2007 | Quarti di finale | 8º              | 4               | 0               | 1               | 1               | 2               | 18              | 22              | −4              |
| 2008 | Terzo posto      | 3º              | 6               | 4               | 1               | 0               | 1               | 41              | 22              | +19             |
| 2009 | Terzo posto      | 3º              | 6               | 4               | 0               | 0               | 2               | 32              | 24              | +8              |
| 2011 | Terzo posto      | 3º              | 6               | 4               | 0               | 1               | 1               | 33              | 12              | +21             |
| 2013 | Non qualificata  | Non qualificata | Non qualificata | Non qualificata | Non qualificata | Non qualificata | Non qualificata | Non qualificata | Non qualificata | Non qualificata |
| 2015 | Campioni         | 1º              | 6               | 5               | 0               | 0               | 1               | 32              | 18              | +14             |
| 2017 | Quarti di finale | 8º              | 4               | 1               | 1               | 0               | 2               | 15              | 10              | +5              |
| 2019 | Campioni         | 1º              | 6               | 4               | 0               | 1               | 1               | 33              | 20              | +13             |
| 2021 | Fase a gironi    | 9º              | 3               | 1               | 0               | 0               | 2               | 14              | 15              | -1              |
| 2023 | Quarti di finale |                 | 4               | 2               | 0               | 0               | 2               | 16              | 11              | +5              |

## Risultati in competizioni internazionali
FIFA Beach Soccer World Cup
Vincitori (2): 2015, 2019
Secondo posto (1): 2005
Terzo posto (3): 2008, 2009, 2011
Quarto posto (1): 2006
Beach Soccer World Championship
Campioni (1): 2001
Secondo posto (2): 1999, 2002
Terzo posto (2): 2003, 2004
Euro Beach Soccer League
Campioni (9): 2002, 2007, 2008, 2010, 2015, 2019, 2020, 2021, 2024
Secondo posto (10): 2000, 2001, 2004, 2005, 2006, 2009, 2013, 2016, 2017, 2022
Terzo posto (6): 1998, 1999, 2003, 2011, 2014, 2018
Euro Beach Soccer Cup
Campioni (7): 1998, 2001, 2002, 2003, 2004, 2006, 2016
Secondo posto (3): 1999, 2010, 2012
Terzo posto (3): 2005, 2007, 2009
Mundialito
Campioni (7): 2003, 2008, 2009, 2012, 2014, 2018, 2019
Secondo posto (12): 1999, 2000, 2001, 2002, 2005, 2006, 2007, 2010, 2011, 2013, 2016, 2017
Quarto posto (3): 1997, 1998, 2004
Copa Latina
Campioni (1): 2000
Secondo posto (5): 1998, 1999, 2001, 2002, 2003
Terzo posto (1): 2005
Giochi europei
Medaglia d'oro (1): 2019
Medaglia di bronzo (1): 2015
Giochi del Mediterraneo sulla spiaggia
Medaglia d'argento (2): 2019, 2023